# Antoni Rogucki

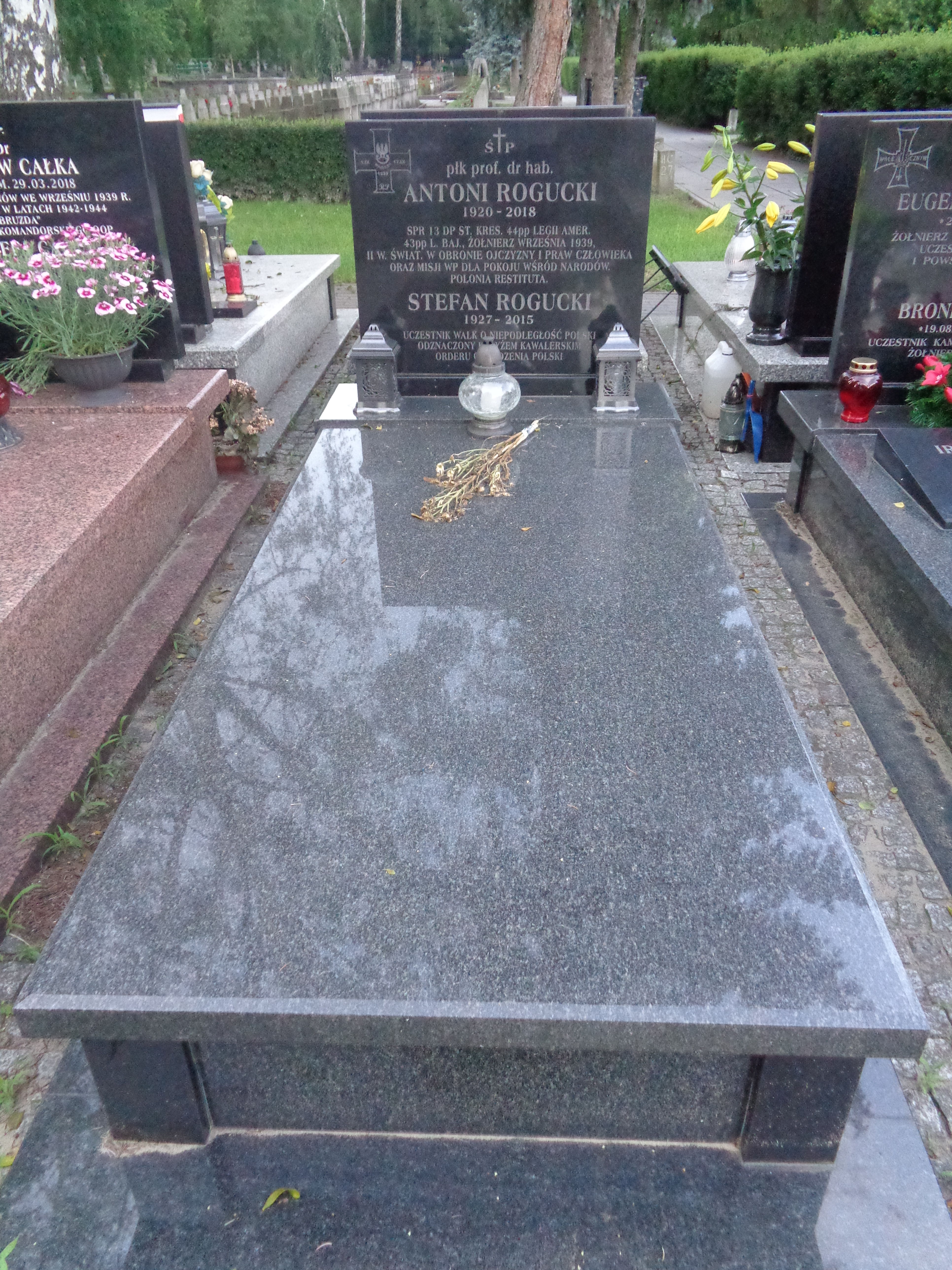
Grób Antoniego Roguckiego na Cmentarzu Wojskowym na Powązkach

Antoni Rogucki (ur. w 1920, zm. 10 maja 2018) – polski ekonomista, prof. dr hab.

## Życiorys
Podczas II wojny światowej był weteranem w czasie kampanii wrześniowej. Uzyskał stopień doktora habilitowanego, a w 1982 nadano mu tytuł profesora w zakresie nauk ekonomicznych. Pracował w Wyższej Szkole Informatyki Stosowanej i Zarządzania w Warszawie, oraz pełnił funkcję członka Polskiego Towarzystwa Ekonomicznego.
Zmarł 10 maja 2018. Jest pochowany na Cmentarzu Wojskowym na Powązkach (kwatera CII27-4-10).